# Жиковища
Жико̀вища (произношение в местния говор Жико̀вишча, на гръцки: Σπήλιος, Спилиос, до 1927 година Ζηκοβίστα, Зиковиста) е село в Егейска Македония, Гърция, дем Хрупища, област Западна Македония.

## География
Селото се намира на 23 km югозападно от демовия център Хрупища (Аргос Орестико), в южните склонове на планината Одре (Одрия). Югозападно от селото е разположен Жиковищкият манастир „Свети Атанасий“.

## История

### Етимология
Според академик Иван Дуриданов името Зиковища е гърцизирано славянско име, при което ж е заместено със з и първоначалното патронимично образувание е *Жиковишти (или -ишчи) < -itji, производно на фамилното име Жиков и личното име Жико, хипокористикон от Живо, което пък е съкратено от Живо-мир, Живо-дан.
Макс Фасмер реконструира формата Žegovišče, което според Дуриданов не е убедително.
Според Йордан Заимов също Зиковища е от Жиковища с гръцко з от българското ж с редукция от *Жековища, патронимиично име от личното име Жѐко, прилагателното Жѐков и -ища от *itj-.

### В Османската империя
Според статистиката на Васил Кънчов („Македония. Етнография и статистика“) в 1900 година Зиковища има 300 жители българи, но в селото
| „ | вероятно ще има и гърци или огърчени българи. Мъжкото население изобщо знае гръцки, но домашният език е български. | “ |

В началото на XX век цялото население на Жиковища е под върховенството на Цариградската патриаршия, но след Илинденското въстание в началото на 1904 година минава под върховенството на Българската екзархия.
На Етнографската карта на Битолския вилает на Картографския институт в София от 1901 година Зиковища е чисто българско село в казата Населица на Серфидженския санджак с 90 къщи.
В Екзархийската статистика за 1908/1909 година Атанас Шопов поставя Циковища в списъка на „българо-патриаршеските, полупогърчени села“ в Населичка каза.
Според Георгиос Панайотидис, учител в Цотилската гимназия, Зиковища (Ζηκόβιστα) заедно с Либешово (Λιμπίσοβον) и Лучища (Λουτσίστα) е част от Костенарията и в 1910 година в трите села има 130 „българогласни“ семейства. Според Панайотидис трите села са от старо време „българогласни“, но под влияние на женитбите в съседните гръцки села, в скоро време се очаквало погърчване като в Либешово елинизацията е била вече в последни фази. В селото работи основно гръцко училище с 1 учител и 30 ученици мъже.
Според Георги Константинов Бистрицки Жиковища преди Балканската война има 40 български къщи.
На етническата карта на Костурското братство в София от 1940 година, към 1912 година Гиковища е обозначено като българско селище.

### В Гърция
През Балканската война в селото влизат гръцки части и след Междусъюзническата в 1913 година селото влиза в Гърция. 
В 1918 година землището на селото заедно с Нестиме (Ностимо) и Либешево (Агиос Илияс) е прехвърлено от Костурската епархия в Сисанийската и Сятищка епархия.
Боривое Милоевич пише в 1921 година („Южна Македония“), че Зиковища (Зиковишта) има 35 къщи славяни християни. В 1927 година селото е прекръстено на Спилиос.
Населението е сравнително бедно и ходи на гурбет.
Селото пострадва по време на Гражданската война от нападения на въоръжени монархически банди. След войната започва силна миграция отвъд океана и към Костур, където жиковищани работят в кожухарската индустрия.
В 1972 година селото заедно с Нестиме (Ностимо) и Либешево (Агиос Илияс) е откъснато от ном Кожани и предадено на ном Костур. В църковно отношение трите села обаче продължават да са част от Сисанийската и Сятищка епархия.
| Име     | Име      | Ново име | Ново име | Описание                             |
| ------- | -------- | -------- | -------- | ------------------------------------ |
| Джувеир | Τζουβεΐρ | Вардас   | Βάρδας   | връх в Одре на И от Жиковища (928 m) |

| Година    | 1913 | 1920 | 1928 | 1940 | 1951 | 1961 | 1971 | 1981 | 1991 | 2001 | 2011 | 2021 |
| --------- | ---- | ---- | ---- | ---- | ---- | ---- | ---- | ---- | ---- | ---- | ---- | ---- |
| Население | 214  | 153  | 174  | 194  | 137  | 115  | 64   | 79   | 25   | 29   | 14   | 12   |

## Личности
Родени в Жиковища
- Пасхал Попгеоргиев (Παπαπασχάλης Παπαγεωργόπουλος), гръцки свещеник в началото на XX век[19]